# مارغريت آن كارجيل
مارغريت آن كارجيل (بالإنجليزية: Margaret Anne Cargill) هي فاعلة خير أمريكية، ولدت في 24 سبتمبر 1920 في لوس أنجلوس في الولايات المتحدة، وتوفيت في 1 أغسطس 2006.